# 145558 Raiatea
145558 Raiatea è un asteroide della fascia principale. Scoperto nel 2006, presenta un'orbita caratterizzata da un semiasse maggiore pari a 2,7269648 UA e da un'eccentricità di 0,1730140, inclinata di 3,16754° rispetto all'eclittica.